# Siphonalia
Siphonalia là một chi ốc biển, là động vật thân mềm chân bụng sống ở biển trong họ Buccinidae.

## Các loài
Các loài có tên hợp lệ trong chi Siphonalia gồm có:
- Siphonalia aspersa Kuroda & Habe in Habe, 1961
- Siphonalia callizona Kuroda & Habe in Habe, 1961
- Siphonalia cassidariaeforme (Reeve, 1843)
- Siphonalia concinna A. Adams, 1863
- Siphonalia fuscolineata (Pease, 1860)
- Siphonalia fusoides (Reeve, 1846)
- Siphonalia hinnulus (A. Adams & Reeve, 1850)
- Siphonalia hirasei Kuroda & Habe in Habe, 1961
- Siphonalia kikaigashimana Hirase, 1908
- Siphonalia kuronoi T.C. Lan & Yoshihiro Goto, 2004[2]
- Siphonalia longirostris Dunker, 1882
- Siphonalia marybethi Parth, 1996
- Siphonalia mikado Melvill, 1888
- Siphonalia modificatum (Reeve, 1846)
- Siphonalia nigrobrunnea Lee & Chen, 2010
- Siphonalia pfefferi G.B. Sowerby, 1900
- Siphonalia signum (Reeve, 1846)
- Siphonalia spadicea (Reeve, 1847)
- Siphonalia trochulus (Reeve, 1843)

## Hình ảnh

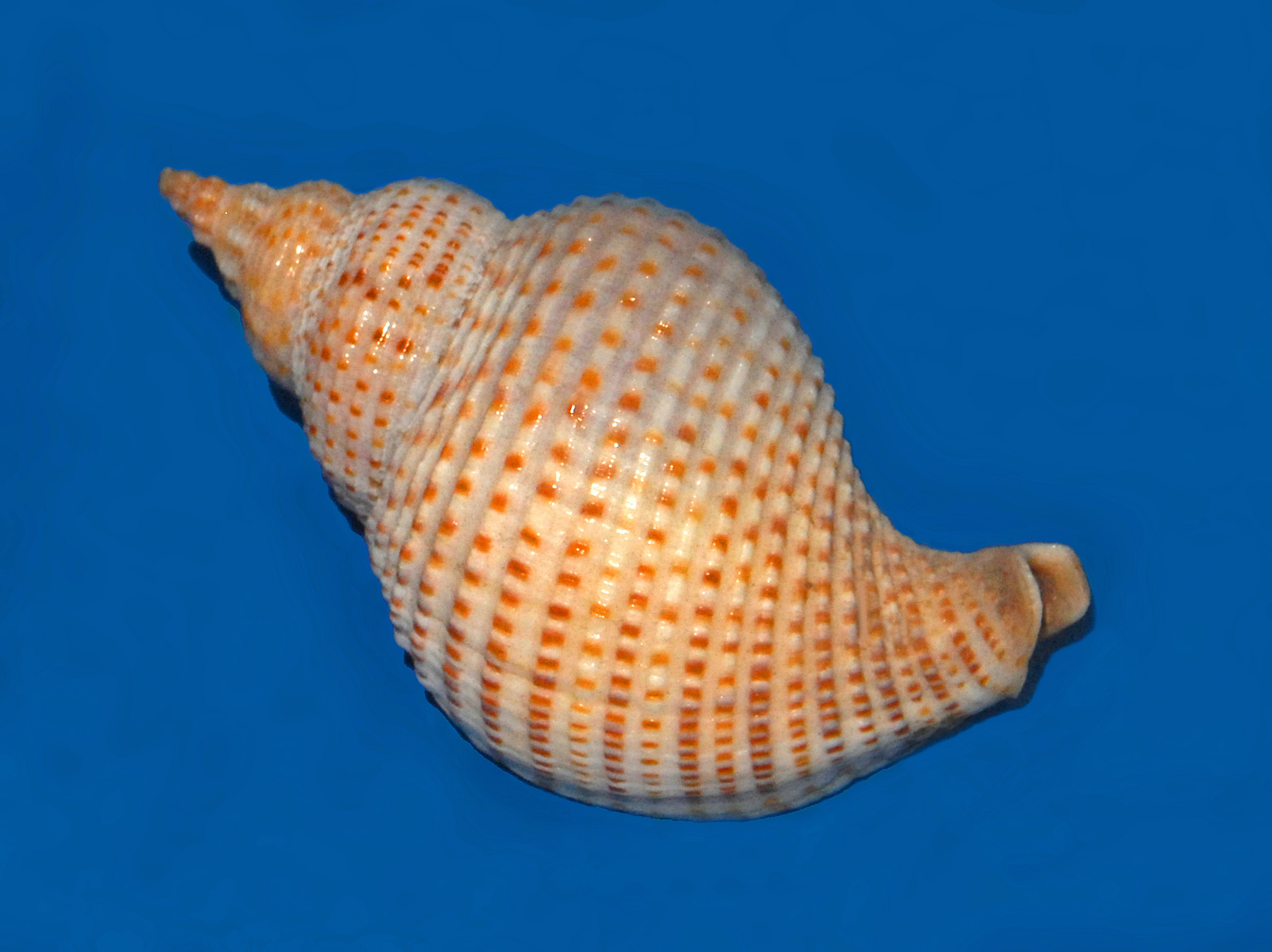